# Еміль Туй
Еміль Туй (нім. Emil Thuy; 11 березня 1894, Гаґен, Німецька імперія — 11 червня 1930, Смоленськ, РРФСР) — німецький льотчик-ас, лейтенант Вюртемберзької армії. Кавалер ордена Pour le Mérite.

## Біографія
Коли почалася Перша світова війна, Туй пішов добровольцем на фронт та служив у 3-му Рейнландському полку на Західному фронті. У жовтні 1914 року був поранений у бою та евакуйований до Німеччини, де його визнали непридатним для подальшої армійської служби, проте Туй подав прохання про зарахування його до авіації і, ставши пілотом у званні єфрейтора, 10 липня 1915 року був направлений в 53-й польовий льотний дивізіон. У вересні 1915 року був підвищений до унтерофіцера — після того, як збив перший літак противника, в грудні — до віцефельдфебеля. 26 березня 1916 року був зроблений в офіцери і залишався у своїй авіачастині до листопада 1916 року, коли його направили у винищувальну школу.
Пройшовши курс навчання на винищувача, 28 січня 1917 року був зарахований в 21-шу винищувальну ескадрилью, у складі якої здобув 13 перемог. 26 вересня 1917 року німецький ас прийняв командування над 28-ю винищувальною ескадрильєю та залишався її командиром до кінця війни.
Туй був поранений 2 лютого 1918 року, але вже 21-го числа повернувся в свою ескадрилью. 6 червня 1918 року став командиром винищувальної групи №7 (28-ма, 33-тя, 57-ма і 58-ма винищувальні ескадрильї). На бойовому рахунку аса вважалося 35 повітряних перемог.
Переживши Першу світову війну, Еміль Туй продовжував свою діяльність у галузі авіації, але загинув в авіаційній катастрофі під Смоленськом 11 червня 1930 року під час підготовки пілотів для майбутніх люфтваффе.

## Нагороди
- Залізний хрест
  - 2-го класу (7 серпня 1915)
  - 1-го класу (10 листопада 1915)
- Орден «За військові заслуги» (Вюртемберг), лицарський хрест
- Королівський орден дому Гогенцоллернів, лицарський хрест з мечами (6 листопада 1917)
- Pour le Mérite (30 червня 1918)